# Drahany
Drahany är en köping i Tjeckien.   Den ligger i regionen Olomouc, i den östra delen av landet, 190 km öster om huvudstaden Prag. Drahany ligger 625 meter över havet och antalet invånare är 519.
Terrängen runt Drahany är kuperad österut, men västerut är den platt. Drahany ligger uppe på en höjd. Runt Drahany är det glesbefolkat, med 16 invånare per kvadratkilometer. Närmaste större samhälle är Prostějov, 16,1 km öster om Drahany. I omgivningarna runt Drahany växer i huvudsak blandskog.